# Przełęcz Prislop (Rumunia)
Przełęcz Prislop (rum. Pasul Prislop) (1413 m n.p.m.) – przełęcz górska w Karpatach Wschodnich, na terytorium Rumunii. Oddziela Karpaty Marmaroskie na północy od Gór Rodniańskich na południu. Łączy Kotlinę Marmaroską na zachodzie z doliną Bystrzycy na wschodzie. Przez przełęcz biegnie droga krajowa DN18, łącząca miasta Borșa w Marmaroszu i Kimpulung Mołdawski w rumuńskim okręgu Suczawa (w obrębie krainy historycznej Mołdawia).

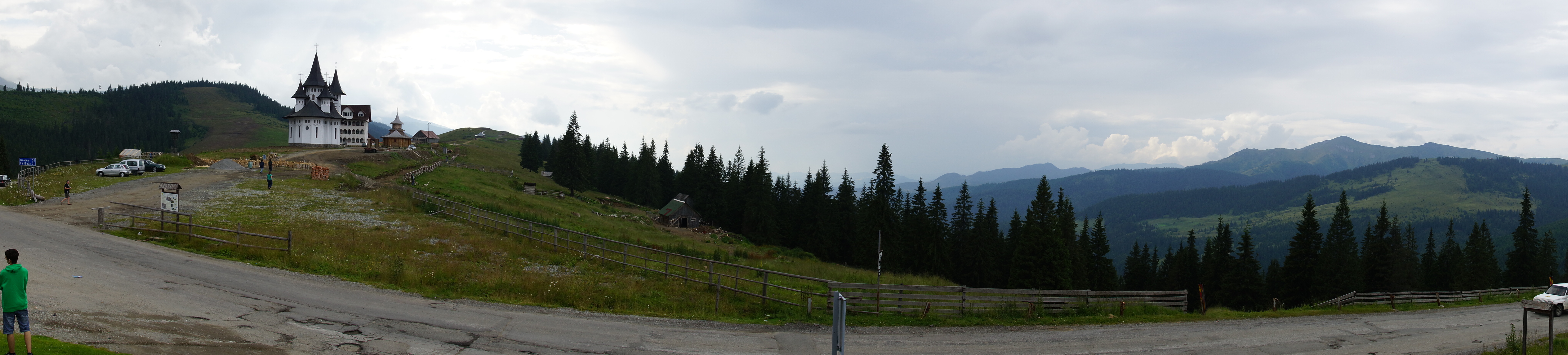
Przełęcz Prislop